# آلباتروس کمبل
آلباتروس کمبل (نام علمی: Thalassarche impavida) نام یک گونه از سرده آلباتروس‌های پشت‌سیاه است.